# ČZ 125 typ 473
ČZ 125 typ 473 Sport je dvoumístný motocykl, vyvinutý Českou zbrojovkou Strakonice, vyráběný od roku 1962 do roku 1969.
Od základního typu ČZ 125/453 se liší širšími řídítky s hrazdičkou, použitím kol 19“ a mělčími blatníky.

## Technické parametry
- Rám: trubkový, ocelový
- Pohotovostní hmotnost: 118 kg
- Maximální rychlost: 92 km/h
- Spotřeba paliva: 2,4 l/100 km